# طرق حساب النمو البكتيري
لحساب النمو وتحديد عدد الخلايا هنالك نوعين من طرق القياس هما الطرق المباشرة والطرق غير المباشرة.

## الطرق المباشرة
تتم عملية الحساب بشكل مباشر لأعداد البكتيريا النامية في مزرعة معينة ويفضل ان يكون عدد البكتيريا أو المستعمرات مناسبا للقياس فالزيادة أو النقصان في اعداد الأحياء يؤثر على عملية الحساب فإذا كانت اعداد البكتيريا كبير قد لا تحسب بعض الخلايا وإذا كان العدد قليل قد تتجمع الخلايا مع بعضها ويولد ذلك خطأ في الحساب 
يفضل أن يكون أعداد المستعمرات المعدة للحساب تتراوح بين 30ـ300 وإذا زاد عن ذلك فيفضل تخفيف المزرعة لكي نتجنب الخطأ في حساب المستعمرات لأن أي خطأ في حساب خلية واحدة يعني زيادة نسبة الخطأ فمثلا لو خطأنا في حساب خلية واحدة من مجموع 10 خلايا سيكون الخطأ 10٪ ولو خطأنا بخلية من 50٪ خلية سيكون الخطأ 2٪.

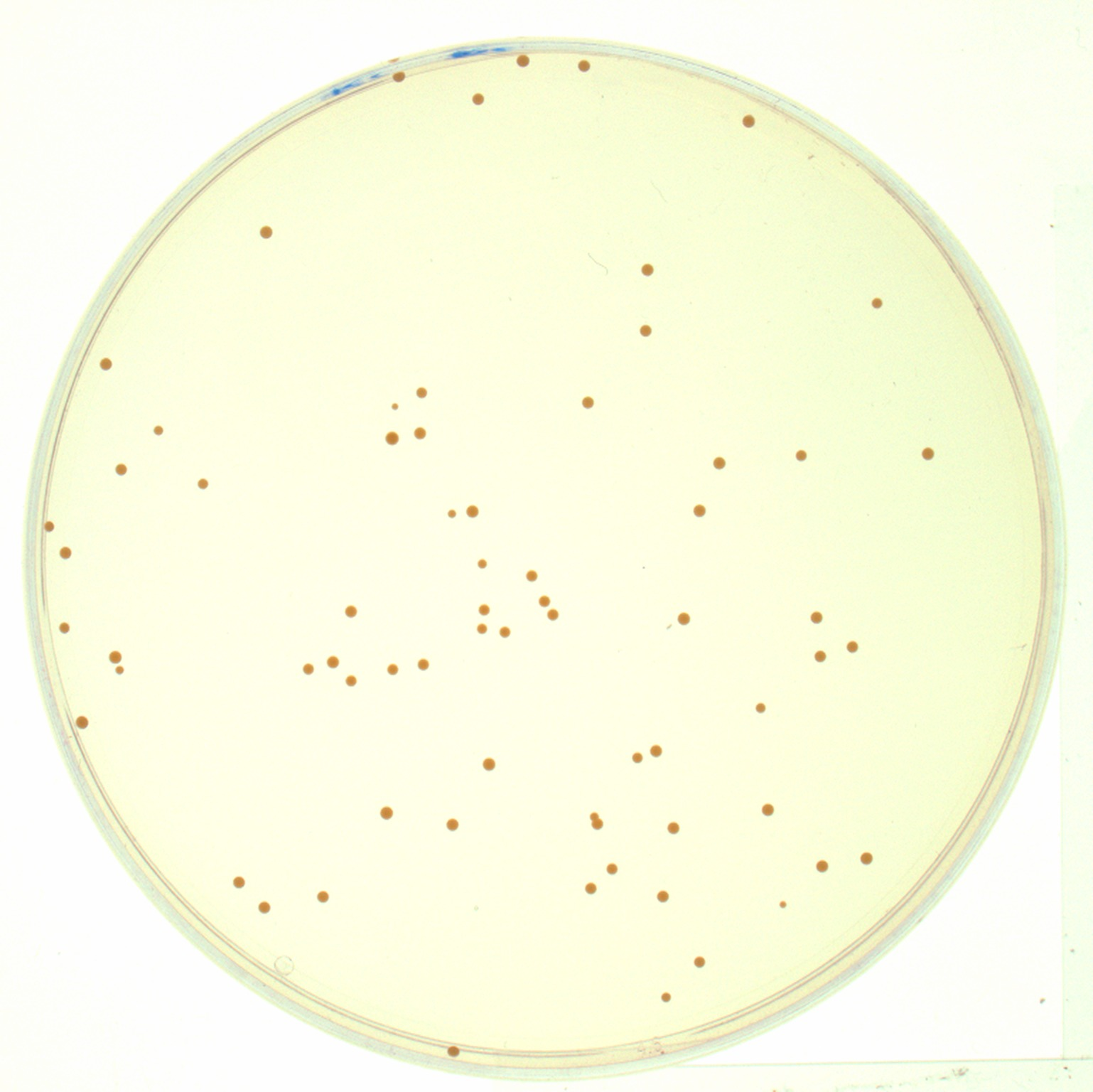
اجار يظهر نمو نوع من البكتريا

- تتضمن الطرق المباشرة عدة طرق منها:

### 1- طريقة العد باستخدام المجهر
الطريقة المتبعة تدعى  طريقة بريدBreed method وهي طريقة سريعة تجرى بأخذ حجم معين من المزرعة ووضعه على شريحة مجهرية خاصة ثم تصبغ هذه المسحة وتفحص تحت المجهر والذي يكون مساحة الحقل المجهري فيه معلومة فتحسب عدد الخلايا في الحقل وبذا تعرف عدد البكتيريا في الملمتر الواحد من المزرعة السائلة. هذه الطريقة تستخدم لحساب الأحياء في الماء والحليب.

كما يمكن استخدام غرفة عد كريات الدم الحمراء Petroff-Hausser counting chamber وهذه تحتوي على 25 مربع مساحة كل مربع 1/400 ملم2 تغطى الشريحة بغطائها فتترك مساحة قدرها 1/50 ملم ولذا يكون حجم السائل فيها معلوم وهو 1/20000 ملم3 فوق كل مربع وبذا بكون حجم المربع الواحد معلوم وعند حساب عدد الخلايا في المربع الواحد فتكون مثلا 100 يعني ان العدد هو 100 بكتيريا مضروبة ب 20000 ملم3 وبذا نحصل على العدد البكتيري في ملم3 واحد. ممكن تخفيف البكتيريا إذا كان عددها كبير.

سلبيات هذه الطريقة هي:
1. صعوبة توزيع العينة على الشريحة بشكل منتظم
2. لا يمكن التمييز بين الخلايا الميتة والحية

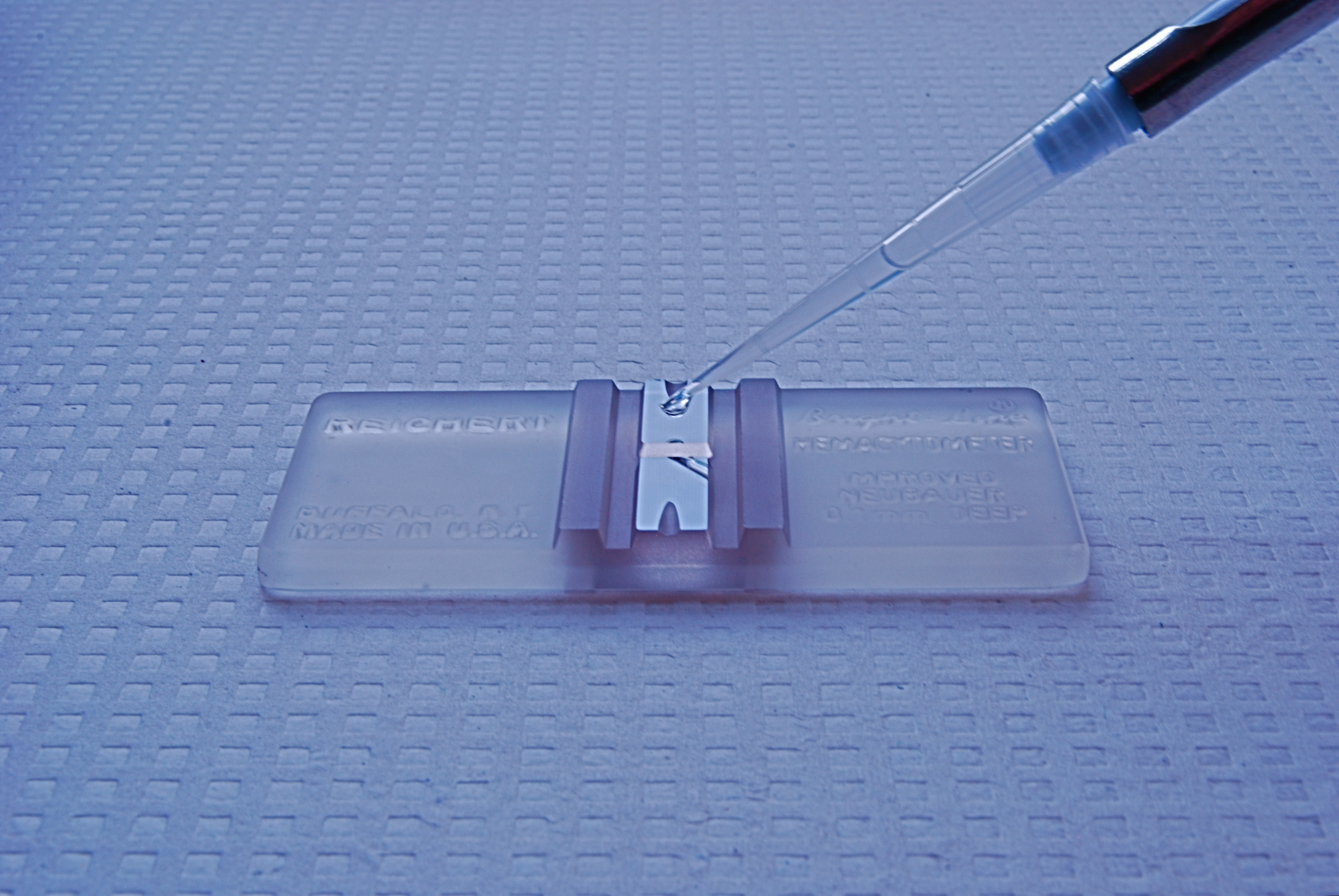
غرفة العد

### 2- استخدام أغشية الترشيح
تستخدم هذه الطريقة في قياس اعداد البكتيريا في السوائل الكبيرة الحجم والتي يكون محتواها البكتيري قليل اغشية الترشيح المستخدمة تحتوي على ثقوب صغيرة تسنح بمرور السائل وتمنع مرور البكتيريا فتبقى البكتيريا ملتصقة على سطح الغشاء.
تجرى هذه الطريقة بأخذ حجم معلوم من المزرعة مثلا 10 مل وتمرر على أغشية الترشيح ثم يحسب عدد البكتيريا المتبقية على الغشاء باستخدام المجهر بعد تصبيغ البكتيريا المتواجدة على الغشاء مع وضع قطرة من زيت العدسات على الغشاء ويفحص للحساب.
سلبيات هذه الطريقة انها لا تميز بين البكتيريا الحية والميتة.

### 3- استخدام العدادات الالكترونية
وفيها تستخدم أجهزة معينة للقياس تدعى العين أو الفتحة الالكترونية وتستخدم فيها أشعة إلكترونية تمر بين بين قطبين عندما تمر البكتيريا خلال هذه الأقطاب فإنها تعترض مرور الأشعة وتقطع الدائرة الكهربائية وهذا القطع يؤدي إلى تسجيل عدد البكتيريا المارة وهذه الطريقة تعتبر سريعة في الحساب وخلال وقت قصير الا انها لا تميز بين الخلايا الحية والميتة

## الطرق غير المباشرة
وتتضمن عدة طرق يستدل منها على عدد وكتلة الخلايا اعتمادا على حسابات أخرى غير العدد.

### 1- الطرق الكيميائية
تستخدم هذه الطرق في الصناعات وتعتمد على حساب بعض المكونات الاساسية للخلايا والتي تكون عادة بنسب ثابتة في الخلايا لذا تستخدم عملية القياس الكمي لكتلة الخلايا بعد النمو لتحديد محتوياتها وبذا تستطيع تحديد معدل نمو الخلايا اعتمادا على زيادة الكتلة.
ومن هذه المواد التي يمكن قياسها النيتروجين والذي يمثل أحد محتويات البروتين الذي يمثل مكون اساس الخلية. وتكون نسبة النيتروجين بحدود 14٪ ولذا يقاس النيتروجين كميا لمعرفة كتلة الخلايا وحصول النمو.
تستخدم طريقة كيليدال لهذا الغرض حيث تجمع الخلايا البكتيرية وتغسل جيدا للتخلص من مخلفات الوسط والمواد العالقة بها ثم تنشف ليجرى عليها التحليل الكيميائي الكمي للنيتروجين وتحدد الزيادة لمعرفة النمو.
الطريقة الكيميائية الأخرى في القياس هي استخدام كاشف فولن والذي يستخدم لقياس البروتينات ومحتوياتها من الاحماض الأمينية وخاصة التربتوفان والثايروسين باستخدام هذا الكاشف يعطي لون معين نتيجة تفاعله مع الحوامض لتحديد قيمة هذه الحوامض والتي تتواجد بمقادير معينة ومحددة في البروتينات.
ممكن استخدام عوامل أخرى في تحديد كمية النمو مثل استخدام الحوامض النووية الرايبوزية(حمض نووي ريبوزي) أو الدي اوكسي رايبوزي(حمض نووي ريبوزي منقوص الأكسجين)أو الفسفور أو غيرها من العوامل التي تكون كمياتها معلومة ومحددة في الخلايا.

### 2- تحديد الوزن الجاف Dry weight
وهذه الطريقة تستخدم أيضا في الصناعة والبحث العلمي وتمثل طريقة جيدة خاصة في المزارع الكثيفة وتتم فيها قياس كتلة الخلايا من خلال حساب الوزن الجاف حيث تغسل الخلايا جيدا في مزرعة ذات حجم معين ومعروف ثم تجفف وتوزن لمعرفة كتلة هذه المزرعة.

### 3- قياس العتمة Turbidity measurement
تمثل أكثر الطرق استخداما في المجال البحثي والصناعي في تحديد كتلة الخلايا وتعتمد هذه الطريقة على تحديد كمية الضوء المنتشر في معلق من الخلايا.
فكرة القياس تعتمد على ان قدرة الاجسام الصغيرة (البكتيريا) المعلقة في سائل على امتصاص الضوء ونشره في السائل تتناسب مع تركيزها.
عندما تمرر حزمة ضوئية خلال سائل فإنه يمتص أو يختزل كمية من هذا الضوء لذا فإن الضوء الخارج من السائل يمثل مؤشر لكثافة الخلايا وتدعى كمية الضوء المختزل بالكثافة الضوئية O.D وتقاس باستخدام جهاز المطياف.
الكثافة الضوئية تمثل كتلة الخلايا وطالما ان الانواع البكتيرية المختلفة لها كثافات ضوئية مختلفة بعضها عن الآخر وهذا الاختلاف في الكثافة موجود أيضا حتى بين افراد النوع الواحد اعتمادا على هاتين الحقيقتين من خلال تثبيت العلاقة بين الكثافة الضوئية للنوع وكتلة المعلق من خلال الوزن أو من خلال العدد.
وبهذا فإن العلاقة هنا تكون بين الكثافة الضوئية الناتجة وكتلة الخلايا وبهذا نستطيع أيضا تحديد طور النمو.

### 4- طريقة التخفيف المتسلسل
وهي طريقة واسعة الانتشار في الحساب وتستخدم لتقدير البكتيريا الحية في السوائل وفيها يخفف ملم واحد من المزرعة عشرة اضعاف في كل تخفيف لغاية 4 أو 5 تخافيف حسب كتلة الخلايا ويستخدم المرق المغذي أو الملح الفسولوجي لغرض التخفيف وباستخدام انابيب اختبار الانبوب الأول يكون تخفيفه 1/10الثاني 1/100 الثالث 1/1000 الرابع 1/10000وهكذا فاذا ظهر بعد الحضن ان هناك نمو في التخفيف 1/100 ولم يظهر نمو في التخفيف 1/1000 فهذا يعني ان عدد الخلايا يكون محصورا بين 100ـ1000 خلية في المللتر الواحد من السائل ثم ترج هذه الانابيب وتحضن ثم يلاحظ ويحسب النمو الحاصل في اعلى تخفيف باستخدام معادلة تتضمن ضرب عدد المستعمرات النامية بمقلوب التخفيف
عدد البكتيريا = عدد المستعمرات ٭ مقلوب التخفيف 
وهذا يتم بأخذ 1 مل من كل تخفيف وزرعه في اطباق وحساب عدد المستعمرات لكل تخفيف 
عد المستعمرات
تستخدم هذه الطريقة في عد البكتيريا في السوائل كالحليب والماء، عند زرع هذه السوائل الحاوية على الأحياء في اوساط صلبة سوف تنمو وتكون مستعمرات عند حضنها وتتم الطريقة كما يأتي 
1. يلقح حجم معلوم من المزرعة السائلة في طبق بتري فارغ ثم يضاف وسط الإجار المغذي بالاوتوكليف بعد تبريده إلى درجة 45 م
2. يحرك الطبق بمزج النموذج في الوسط ثم تحضن الاطباق فيحصل النمو وتنقسم الخلايا البكتيرية في مكانها إلى ان تصل كتلة الخلايا إلى حد يمكن رؤيتها بالعين المجردة (أي ان الخلية الواحدة ستكون مستعمرة) لذا فإن حساب المستعمرات يعني حساب عدد الخلايا الحية في المزرعة الصلبة
3. عدد المستعمرات المناسبة للحساب والتي يمكن عدها من قبل الشخص الفاحص تتراوح بين 30ـ300 أو 50ـ200 مستعمرة لذا يجب تخفيف المزرعة إلى ان نحصل على عدد من المستعمرات تقع ضمن هذا الحد.
4. وهنالك اجهزة تستعمل لحساب أو عد المستعمرات النامية في الاطباق مثل المجهر المجسم أو مجهر التشريح الذي يكبر 2ـ3 مرات كما ان هنالك جهاز اخر يدعى عداد المستعمرات المضاء كهربائيا وذلك بتسليط ضوء على الطبق وهنالك عدة فوق الطبق وتتم قراءة وحساب المستعمرات بشكل واضح باستخدام القلم الموجود ضمن الجهاز والذي يؤشر به على المستعمرة فيظهر رقم معين يمثل قراءة لاعداد المستعمرات التي اشرها القلم.[4][5]

## وصلات إضافية
- دورية علمية مختصة بعلوم البكتيريا
- Todar's Online Textbook of Bacteriology  نسخة محفوظة 13 سبتمبر 2008 على موقع واي باك مشين.